# Пісні Гурре

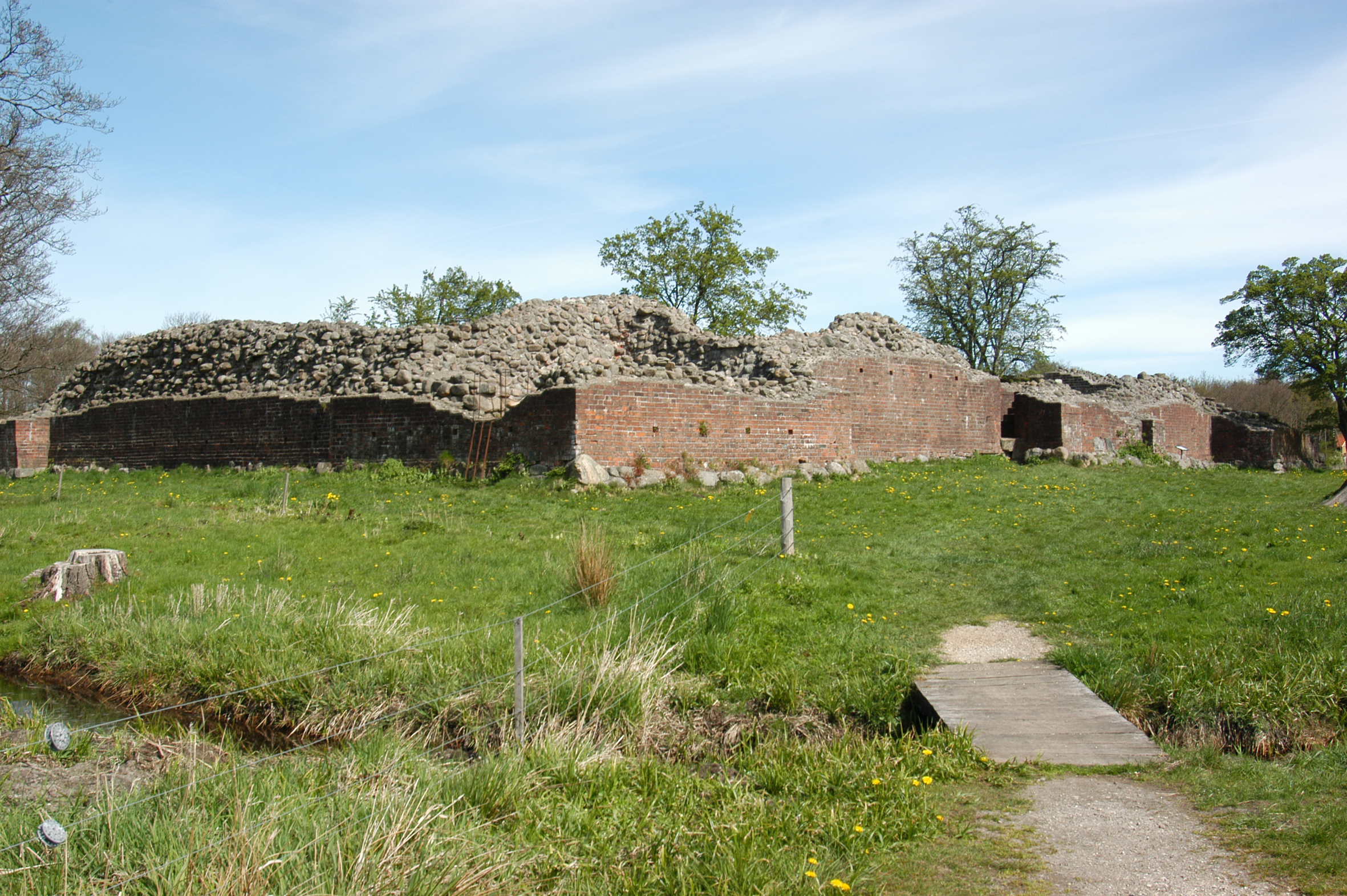
Руїни замку Гурре, 2007.

Пісні Гурре (нім. Gurre-Lieder) — кантата для п'яти солістів, оповідача, хору і оркестру, написана Арнольдом Шенберґом на вірші данського новеліста Йенса Петера Якобсена, перекладені з данської на німецьку Робертом Францом Арнольдом (Robert Franz Arnold).
В основі поетичного тексту Якобсена лежить старовинне данське сказання, за яким Король Вальдемар VI Оттердат, що жив у 14 столітті, таємно любив чарівну маленьку Тове. Королева Хельвіга з ревнощів звеліла її вбити. Король помер від туги і горя у замку, який мав назву Гурре. Згідно народної легенди, примарна дружина щоночі на чолі з королем полювала у навколишніх лісах.
Твір був повністю завершений у 1911 році.

## Історія написання
У 1900 році Шенберг почав писати вокальний цикл для сопрано, тенора і фортепіано для участі у конкурсі Асоціації Віденських композиторів (Wiener Tonkünstler-Verein). Твір був написаний у пишному пізно-романтичному стилі під сильним впливом Ріхарда Вагнера. Однак, Шенберг «закінчив його занадто пізно для участі в конкурсі, і це вирішило долю роботи». У тому ж році він радикально розширив свою оригінальну концепцію, додавши до нього прелюдію (Wood Dove's Song) і дві останні частини (другу і третю).
Шенберг повернувся до написання п'єси в 1910 році, на той час він вже написав свої перші визнані атональні роботи, такі, як «Три п'єси для фортепіано», op. 11 (Drei Klavierstücke), «П'ять п'єс для оркестру», op. 16 (Fünf Orchesterstücke) і монодраму «Очікування», op. 17 (Erwartung). У 1903 році Шенберг познайомився з Густавом Малером, чий вплив є помітним в оркестровці останніх частин Gurre-Lieder. У той час як перша і друга частини мають явно Вагнерівські задум та виконання, третя частина відрізняється урізаною оркестровою будовою і калейдоскопічними змінами між невеликими групами інструментів за сприяння Малера в його більш пізніх симфоніях.
Оркестрування було остаточно завершено в листопаді 1911 року.

## Структура твору
Кантата поділена на три частини. У той час як перші дві частини розраховані тільки для солістів та оркестру, в третій частині додаються ще два солісти, оповідач, три з чотириголосих чоловічих хори, а також повний змішаний хор.

### Перша частина
1. Orchestral Prelude
2. Nun dämpft die Dämm'rung
3. O, wenn des mondes Strahlen
4. Ross! Mein Ross!
5. Sterne jubeln
6. So tanzen die Engel vor Gottes Thron nicht
7. Nun sag ich dir zum ersten Mal
8. Es ist Mitternachtszeit
9. Du sendest mir einen Liebesblick
10. Du wunderliche Tove!
11. Orchestral Interlude
12. Tauben von Gurre! (Wood Dove's Song)

### Друга частина
Herrgott, weisst du, was du tatest

### Третя частина
1. Erwacht, König Waldemars Mannen wert!
2. Deckel des Sarges klappert
3. Gegrüsst, o König
4. Mit Toves Stimme flüstert der Wald
5. Ein seltsamer Vogel ist so'n Aal
6. Du strenger Richter droben
7. Der Hahn erhebt den Kopf zur Kraht

### Des Sommerwindes wilde Jagd
1. Prelude
2. Herr Gänsefuss, Frau Gänsekraut
3. Seht die Sonne!

## Інструменти і оркестровка
Твір призначається для незвично великого ансамблю, який складається з приблизно 150 інструменталістів та 200 співаків.
| Дерев'яні духові 4 флейти-піколо (doubling Fl. 5–8) 4 великі флейти 3 гобої 2 англійських ріжки (doubling Ob. 4, 5) 3 кларнети 2 малих кларнети (doubling A Cl. 4, 5) 2 Бас-кларнети (doubling A Cl. 6, 7) 3 фагота 2 контрафагота Мідні духові 10 валторн (Hns. 7-10 doubling Wagner tubas in B-flat and F) 6 труб in F, B-flat & C Бас-труба в мі-бемоль Альт-тробмон 4 тенор-тромбони | Бас-тромбон Контрабас-тромбон Туба Ударні 6 литавр Теноровий барабан Малий барабан Бас-барабан Тарілки Трикутник Деркач Великі залізні ланцюги Китайський гонг Дзвіночки Ксилофон Клавішні Челеста | Голоси Оповідач Сопрано Мецо-сопрано 2 тенори (Вальдемар & Клаус Нарр) Бас-баритон (Селянин) 3 чотириголосих чоловічих хори Повний змішаний хор Струнні 4 арфи Скрипки I, II (20 для кожної секції) Альти (16) Віолончелі (16) Контрабаси (12) |